# 道奇鎮區 (愛荷華州加斯里縣)
道奇鎮區（英語：Dodge Township）是位於美國愛荷華州加斯里縣的一個行政鎮區。

## 地方資料
根據2010年美國人口普查的數據，道奇鎮區的面積為92.72平方千米，當中陸地面積為92.72平方千米，而水域面積為0.00平方千米。當地共有人口519人，而人口密度為每平方千米5.6人。